# Яковлева, Татьяна Алексеевна
Татья́на Алексе́евна Я́ковлева (фр. Tatiana Yacovleff), в первом замужестве Яковлева дю Плесси (фр. Yacovleff du Plessix), во втором — Яковлева дю Плесси-Либерман (англ. Yacovleff du Plessix-Liberman) (25 марта (7 апреля) 1906, Санкт-Петербург — 28 апреля 1991, Уоррен, штат Коннектикут) — французский и американский модельер женской одежды, художник-дизайнер русского происхождения. Возлюбленная и адресат двух любовных стихотворений Владимира Маяковского в 1928—1929 годах. Жена художника и редактора Александра Либермана.

## Биография
Татьяна Яковлева родилась в Санкт-Петербурге в 1906 году. Отец, Алексей Евгеньевич Яковлев, был инженером и архитектором, дедушка был балетмейстером Мариинского театра, а тетя, Александра Яковлева, была оперной звездой. В пятилетнем возрасте Татьяна переехала с семьей в Пензу.
В 1915 году родители развелись, отец эмигрировал в Америку, а мать вышла замуж за богатого фармацевтического фабриканта. В начале Октябрьской революции он потерял все свое имущество, и семья голодала. Вскоре после этого отчим Татьяны умер от туберкулеза, в результате чего женщины оказались в тяжелом финансовом положении.
Из-за революции Татьяна Яковлева получила мало образования. Во время голода 1921 года она вносила свой вклад в пропитание семьи, читая стихи солдатам Красной Армии на улицах в обмен на кусок хлеба.
В 1922 году Татьяна заболела туберкулезом, который обострялся в течение следующих трех лет. Ее родственники позволили ей эмигрировать в Париж в 1925 году. Там она выздоровела и начала работать подмастерьем в шляпной мастерской.

### Париж
Ко времени знакомства с Владимиром Маяковским в Татьяне Яковлевой была, по словам Эльзы Триоле, «молодая удаль» и «бьющая через край жизнеутверждённость, разговаривала она захлёбываясь, плавала, играла в теннис, вела счёт поклонникам».

### Роман с Владимиром Маяковским
Осенью 1928 года тридцатипятилетний Владимир Маяковский собирался в кругосветное путешествие, которое обернулось всего лишь поездкой во Францию. Одной из основных целей французской поездки была покупка автомобиля для Лили Брик. В Париже он случайно встретил нью-йоркскую знакомую, которая сообщила ему, что в это время в Ницце отдыхала его бывшая американская возлюбленная Элли Джонс с их общей двухлетней дочерью. 20 октября Маяковский выехал в Ниццу, захватив с собой двух молодых, говорящих по-французски «знакомиц» — вероятно, для того, чтобы скрыть истинную цель поездки от Лили, знавшей о каждом его шаге от живущей в Париже своей сестры Эльзы Триоле. Однако, на вопрос Элли, почему он приехал не один, ответил: «Я не хотел смущать тебя». Всю ночь они проговорили в номере Маяковского, в котором Элли осталась из-за проливного дождя, и уснули под утро. Близости между ними не было: Элли боялась снова забеременеть и понимала бесперспективность будущих отношений. Уже 25 октября Маяковский вернулся в Париж, откуда на следующий день написал в Ниццу письмо. Элли ответила, но уже следующее её письмо, на которое она не получила ответа, ушло в Москву, куда собирался уехать Маяковский — но не уехал: в день возвращения из Ниццы в Париж он встретил Татьяну Яковлеву.

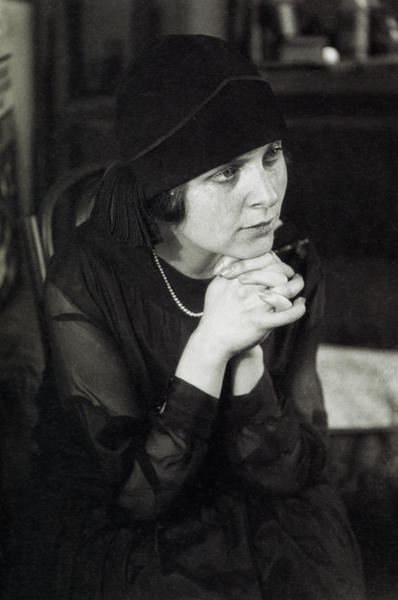
Эльза Триоле

Встреча Татьяны Яковлевой и Владимира Маяковского была подстроена Эльзой Триоле. 25 октября Татьяна позвонила доктору Сержу Симону с жалобой на тяжёлый бронхит, и он велел ей немедленно прийти на приём. Надежда, русская жена Симона, тут же позвонила Эльзе и пригласила её с Маяковским. Эльза, жившая с Луи Арагоном в той же гостинице, что и Маяковский, попросила только что приехавшего из Ниццы Маяковского сопроводить её на приём к доктору Симону, где Маяковский и увидел Яковлеву.

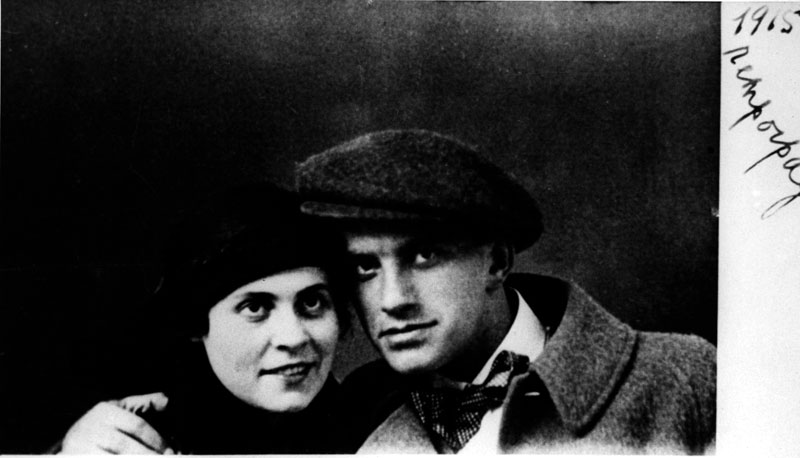
Лиля Брик и Владимир Маяковский в 1915 году

Эльза и раньше играла по отношению к Маяковскому роль «свахи», подставляя ему подходящих женщин. Маяковский, уже долгое время не имевший физической близости с Лилей Брик, влюблялся, но Лилю продолжал любить «на первом месте». Сама Лиля в то же время меняла любовников, но тройственный семейный союз Маяковского, Лили Брик и Осипа Брика, в котором Маяковский после Великой Октябрьской социалистической революции стал главным кормильцем, оставался неизменным, а Лиля оставалась единственной музой поэта с их первой встречи в 1915 году.
Причин для организации встречи Маяковского и Яковлевой могло быть две. Лиля могла узнать (через ту же Эльзу) о встрече Маяковского с дочерью и Элли Джонс и опасаться эмиграции Маяковского в США вместе с ними. Хорошее материальное положение Лили и звёздный статус музы великого поэта в этом случае потерпели бы в СССР полный крах. Чтобы избежать этой гипотетической ситуации, она могла попросить Эльзу найти Маяковскому женщину, способную «перебить» возможное желание Маяковского. Но и сама Эльза, которая в это время жила в Париже в большой бедности, была заинтересована в задержке стремящегося вернуться в Москву Маяковского: всё время его присутствия в Париже она пользовалась его кошельком. Именно этим могла быть вызвана поспешность, с которой была организована встреча и выбрано место (приёмная врача) — ведь встречу можно было устроить в любой из последующих дней в любом парижском кафе.
Надежда Эльзы на лёгкий флирт не оправдалась: Маяковский влюбился в Татьяну Яковлеву с первого взгляда. Он и раньше, никогда не видя, слышал о Татьяне и даже передавал ей через своих парижских знакомых приветы. Татьяна так вспоминала первую встречу:
Войдя к нему <Сержу Симону> в гостиную, я увидела хозяина, Эльзу Триоле и высокого, большого господина, одетого с исключительной элегантностью в добротный костюм, хорошие ботинки и с несколько скучающим видом сидящего в кресле. При моём появлении он сразу устремил на меня внимательные серьёзные глаза. Его короткий бобрик и крупные черты красивого лица я узнала сразу — это был Маяковский.
Татьяна сильно кашляла, но на сей раз озабоченного личной гигиеной Маяковского это не остановило, и он вызвался проводить её домой. В холодном такси он снял с себя пальто и укрыл ей ноги.
С этого момента я почувствовала к себе такую нежность и бережность, не ответить на которую было невозможно.
После этого Маяковский и Татьяна стали встречаться ежедневно. Лиле он перестал писать и лишь две недели спустя отправил телеграмму, в которой сообщил о покупке автомобиля Renault. О том, что цвет автомобиля ему помогала выбирать Татьяна, он сообщать не стал. В то же время с Татьяной, как и со всеми предыдущими своими женщинами, он постоянно говорил о Лиле. Часто видевший их в это время парижский знакомый вспоминал:
Это была замечательная пара. Маяковский очень красивый, большой. Таня тоже красавица — высокая, стройная, под стать ему. Маяковский производил впечатление тихого, влюблённого. Она восхищалась и явно любовалась им, гордилась его талантом.

### Бертран дю Плесси, замужество, рождение дочери
В декабре 1928 года срок действия визы Маяковского истек, и они расстались. Политические события 1929 года, «года великого перелома», затруднили получение Маяковским визы, и весной 1929 года пара снова увиделась, пока Маяковскому снова не пришлось вернуться в Москву. 
Из-за политических репрессий и трудностей того времени (их переписка, вероятно, была перехвачена), Татьяна не видела будущего в своих отношениях с Маяковским, и вышла замуж за французского дипломата виконта Бертрана дю Плесси в декабре 1929 года и переехала в Варшаву. В сентябре 1930 года родилась Франсина, дочь Татьяны и Бертрана.

### Александр Либерман
В апреле 1930 года Татьяна узнала о самоубийстве Маяковского. Через четыре года пара отдалилась друг от друга. У Татьяны завязался роман с будущим руководителем Condé Nast Александром Либерманом, за которого она также вышла замуж после смерти Бертрана в 1940 году. В 1943 году она эмигрировала в Нью-Йорк.

### Смерть
В 1991 году Татьяна Яковлева умерла, оставив в завещании переписку с Маяковским дочери Франсине.

## Семья и родственные связи
- Дед со стороны отца — Евгений Александрович Яковлев (1857—1898), русский инженер, изобретатель отечественного двигателя внутреннего сгорания. Основатель и владелец первого российского завода газовых и керосиновых двигателей (ныне завод «Вулкан»).
- Бабушка со стороны отца — Софья Петровна Кузьмина (?—1939), русский математик.
- Дед со стороны матери — Николай Сергеевич Аистов (1853—1916), русский артист балета, режиссёр.
- Родители:
  - Отец — Алексей Евгеньевич Яковлев, после эмиграции в США Алексис Джексон (1881—1950, по другим сведениям 1964), русский архитектор.
  - Мать — Любовь Николаевна Яковлева (урождённая Аистова).
- Дядя — Александр Евгеньевич Яковлев (1887—1938), русский художник.
- Тётя — Александра Евгеньевна Яковлева (сценический псевдоним Сандра, 1889—1979), русская и французская оперная певица, вокальный педагог.
- Сестра — Людмила Алексеевна Яковлева (1908—?), французская балерина, актриса, модель.
- Единокровный брат (от брака отца с Зинаидой Васильевой) — Евгений Алексеевич Яковлев.
- Мужья:
  - Бертран дю Плесси (1902—1940), французский дипломат.
  - Александр Семёнович Либерман (1912—1999), французский и американский художник, скульптор и редактор.
- Дочь — Франсин дю Плесси Грей (урождённая дю Плесси, 1930—2019), американская писательница.
- Зять — Клив Грей (1918—2004), американский художник.
- Внуки:
  - Таддеус Айвз Грей.
  - Люк Александр Грей.

### Неопубликованные источники и публикации Татьяны Яковлевой
- Машинопись магнитофонной беседы Геннадия Шмакова с Татьяной Яковлевой (1980-е годы).

### О Татьяне Яковлевой

#### Книги
- Triolet Elsa. Écrits intimes 1912—1939 / Édition établie, préfacée et annotée par Marie-Thérèse Eychart. — Paris, 1998.
- Аксёнкин А. ТАТА (Татьяна Яковлева). ТАТА (Tatyana Yakovleva): Каталог / Вступ. ст. С. Стрижнёвой; На русском и английском языках. — М.: Государственный музей В. В. Маяковского, 2003. — С. 216. — ISBN 5-09-009338-3.
- Francine du Plessix Gray. Them: A Memoir of Parents. — New York: The Penguin Press, 2005. — 530 p. — ISBN 1-59420-049-1.
- Тюрин Юрий. Татьяна. Русская муза Парижа. — М.: Гелеос, 2006. — 232 с. — ISBN 5-8189-0734-1.
- Коваленко С. А. «Звёздная дань». Женщины в судьбе Маяковского. — М.: Эллис Лак 2000, 2006. — 592 с. — 5000 экз. — ISBN 5-902152-13-5.
- Plessix Gray Francine du. Majakowskis letzte Liebe. — Berenberg Verlag, 2008. — ISBN 978-3-937834-27-6.
- Янгфельдт Бенгт. Ставка — жизнь: Владимир Маяковский и его круг = Med livet som insats: Berättelsen om Vladimir Majakovskij och hans krets / Пер. со швед. Аси Лавруши и Бенгта Янгфельдта. — М.: КоЛибри, 2009. — 640 с. — 10 000 экз. — ISBN 978-5-398-00417-7.

#### Статьи
- Якобсон Р. Неизвестные стихи Маяковского: [«Письмо к Татьяне Яковлевой»] // Новоселье (Нью-Йорк). — 1942. — № 2. — С. 57—62.
- Реформатская Н. Неизвестное стихотворение Маяковского [«Письмо к Татьяне Яковлевой»]: (К выходу нового Полного собрания сочинений поэта) // Новый мир. — 1956. — № 4. — С. 59—62.
- Якобсон Р. Новые строки Маяковского: I. ...Примечания [к публикациям]: 1. Письмо Татьяне Яковлевой; 2. Сопроводительные стихи при посылке цветов [Т. Яковлевой]; 3. Надписи на книгах Маяковского, [подаренных Т. Яковлевой и Р. Якобсону]; II. Комментарий к поздней лирике Маяковского // Русский литературный архив. — Нью-Йорк: Гарвардский университет, 1956. — С. 176—178, 179, 180—206.
- Струве Г. [Рецензия на книгу: Русский литературный архив. Нью-Йорк, 1956; Отклик на публикацию Р. Якобсона «Новые строки Маяковского»] // Новый журнал. — 1957. — Т. 48. — С. 256, 259—262.
- Оксман Ю., Черёмин Г. Нью-Йоркский сборник материалов по истории русской литературы: [Отклик на публикацию Р. Якобсона «Новые строки Маяковского»] // Вопросы литературы. — 1957. — № 8. — С. 243, 248—254.
- Щербина В. Фальшивый комментарий: [Отклик на публикацию Р. Якобсона «Новые строки Маяковского»] // Литературная газета. — 6 февраля 1958 года.
- Воронцов В., Колосков А. Любовь поэта // Огонёк. — 1968. — № 16.
- Плесси Грей Фрэнсин дю. «...Одна из муз Маяковского» // Советская культура. — 8 декабря 1988 года.
- Катанян В. В. У Тани Яковлевой // Литературная газета. — 19 мая 1993 года.
- Савин О. Последняя любовь Владимира Маяковского // Сура. — 1993. — № 6.
- Крашенинников А. Ф., Савин О. М. Яковлевы (недоступная ссылка — история) // Пензенская энциклопедия  / Гл. ред. К. Д. Вишневский. — М.: Большая Российская энциклопедия, 2001. — ISBN 5-85270-234-X.
- Ефимова Марина. Звёздная жизнь последней любви Маяковского: [Рецензия на книгу: Francine du Plessix Gray. Them: A Memoir of Parents. The Penguin Press. New York. 2005. 530 pages.. Программа «Поверх барьеров»: Американский час с Александром Генисом] // Радио Свобода. — 31 мая 2005 года.
- vadbes. ОНИ: [Рецензия на книгу: Francine du Plessix Gray. Them: A Memoir of Parents. The Penguin Press. New York. 2005. 530 pages.] // Живой Журнал. — 7 октября 2006 года.
- Абаринов Владимир. Один, или вдвоём в Париже // Совершенно секретно.
- Абаринов Владимир. Одна, а не вдвоём в Париже // Совершенно секретно.